# Bozótcinege
A bozótcinege (Psaltriparus minimus) a verébalakúak (Passeriformes) rendjébe, ezen belül az őszapófélék (Aegithalidae) családjába tartozó és a Psaltriparus nem egyedüli faja.

## Rendszerezése
A fajt John Kirk Townsend amerikai ornitológus írta le 1837-ben, a Parus nembe Parus minimus néven.

## Alfajai
- Psaltriparus minimus saturatus (Ridgway, 1903) – délnyugat-Kanada, északnyugat-Amerikai Egyesült Államok;
- Psaltriparus minimus minimus (J. K. Townsend, 1837) – nyugat-Amerikai Egyesült Államok;
- Psaltriparus minimus melanurus (Grinnell & Swarth, 1926) – Kalifornia partvidéke, északnyugat-Mexikó;
- Psaltriparus minimus californicus (Ridgway, 1884) – dél-Oregontól délközép-Kaliforniáig;
- Psaltriparus minimus grindae (Ridgway, 1883) – nyugat-Mexikó (dél-Déli-Alsó-Kalifornia hegyvidéke);
- Psaltriparus minimus plumbeus (S. F. Baird, 1854) – középnyugat- és dél-Amerikai Egyesült Államok középkelet-Oregontól délnyugat-Idahótól és délnyugat-Wyomingtól kelet-Kaliforniáig, dél-Arizona, dél-Új-Mexikó, nyugat-Oklahoma, közép- és nyugat-Texas, valamint észak-Mexikó;
- Psaltriparus minimus dimorphicus (van Rossem & Hachisuka, 1938) – dél-Amerikai Egyesült Államok és északközép-Mexikó hegyvidéke;
- Psaltriparus minimus iulus (Jouy, 1894) – nyugat- és közép-Mexikó;
- Psaltriparus minimus personatus (Bonaparte, 1850) – közép-Mexikó hegyvidéke;
- Psaltriparus minimus melanotis (Hartlaub, 1844) – dél-Mexikó, délnyugat-Guatemala.

## Megjelenés
Testhossza 10-11 centiméter, testtömege 4-6 gramm.

## Előfordulása
Kanada, az Amerikai Egyesült Államok, Mexikó és Guatemala területén honos. Természetes élőhelyei a tűlevelű erdők, mérsékelt övi erdők, szubtrópusi és trópusi hegyi esőerdők, száraz erdők és cserjések, valamint másodlagos erdők és városi régiók. Állandó, nem vonuló faj.

## Életmódja
Többnyire rovarokkal és pókokkal táplálkozik.

## Szaporodás
Költési időszaka márciustól júliusig tart.
|  |

## Természetvédelmi helyzete
Az elterjedési területe rendkívül nagy, egyedszáma pedig stabil. A Természetvédelmi Világszövetség Vörös listáján nem fenyegetett fajként szerepel.

## Fordítás
- Ez a szócikk részben vagy egészben  az   American bushtit című angol Wikipédia-szócikk fordításán alapul.  Az eredeti cikk szerkesztőit annak laptörténete sorolja fel. Ez a jelzés csupán a megfogalmazás eredetét és a szerzői jogokat jelzi, nem szolgál a cikkben szereplő információk forrásmegjelöléseként.